# 沃塞辛 (新澤西州)
沃塞辛（英語：Watsessing）是位於美國新澤西州艾塞克斯縣的普查規定居民點。

## 人口
根據2020年美國人口普查的數據，沃塞辛的面積為1.62平方千米，當中陸地面積為1.60平方千米，而水域面積為0.02平方千米。當地共有人口8078人，而人口密度為每平方千米4,986.42人。